# فيرجيل فان دايك
فيرجيل فان دايك (بالهولندية: Virgil van Dijk) (مواليد 8 يوليو 1991) هو لاعب كرة قدم هولندي يلعب في مركز قلب الدفاع مع نادي ليفربول في الدوري الإنجليزي الممتاز والمنتخب الهولندي. يُعتبر أحد أفضل المدافعين في العالم، وهو معروف بقوته وقيادته وقدرته في الكرات الهوائية.
وهو المدافع الوحيد الذي فاز ب‍جائزة أفضل لاعب في أوروبا، وقد حل في المركز الثاني في السباق على جائزتي الكرة الذهبية لعام 2019 والأفضل كرويا من الفيفا لعام 2019.
بعد بداية مسيرته المهنية مع غرونينغن، انتقل إلى سلتيك في عام 2013، حيث فاز ببطولة الدوري الاسكتلندي الممتاز وتم اختياره ضمن فريق العام في اسكتلندا في كلا موسميه مع النادي، وفاز أيضًا بكأس رابطة الأندية الاسكتلندية في الأخير. في سبتمبر 2015، انضم إلى ساوثهامبتون في الدوري الإنجليزي الممتاز قبل ان يتعاقد معه ليفربول في يناير 2018 مقابل 75 مليون جنيه إسترليني، وهي أغلى رسوم انتقال مدافع في العالم. ساهم فان دايك في وصول ليفربول إلى نهائي دوري أبطال أوروبا 2018 خلال أول ربيع له معهم. في أول موسم كامل له في النادي، تم اختيار فان دايك كأفضل لاعب في إنجلترا لموسم 2018–19. لعب فان دايك دور البطولة عندما فاز ليفربول في نهائي دوري أبطال أوروبا 2019 حيث تم اختياره رجل المباراة. فاز فان دايك في وقت لاحق بكأس العالم للأندية، وكأس السوبر الأوروبي، وساعد في إنهاء غياب فريقه عن لقب الدوري لمدة 30 عامًا حيث حقق الدوري الإنجليزي الممتاز لموسم 2019–20.
شارك فان دايك في أول مباراة دولية مع هولندا في عام 2015، وأصبح قائد منتخب بلاده في عام 2018. في عام 2018، سجل هدفه الدولي الأول في مباراة الفوز 3–0 على البرتغال. بعد ذلك بعام، قاد فان دايك هولندا إلى المباراة النهائية في البطولة الافتتاحية لدوري الأمم الأوروبية، حيث أنهوا البطولة في المركز الثاني.

## مسيرته الكروية
وُلدَ فان دايك في بريدا لأب هولندي وأم سورينامية. خلال سنوات مراهقته؛ كانَ يتدرّب في أكاديمية فيلم 2 تيلبورغ ويعملُ في نفسِ الوقت في وظيفة بدوام جزئي كغسالٍ للصحون. بدأَ مسيرتهُ الكرويّة كجناج وبالتحديدِ كظهيرٍ أيمن لكنّه فشلَ في ذاك المركز فتحوّل للعبِ في قلبِ الدفاع. بحلول عام 2008 ولمّا بلغَ السابعة عشر من عمره وصارَ قويًا على المستوى البدني؛ ازدادت حظوظ انضمامهِ لفريقٍ ما لكنّ مدير أكاديمية فيلم تو في ذلك الوقت أن إدوين هيرمانز حرمَ فيرجيل منَ الالتحاق بالفريق الأول في الأكاديمية «لعدّة قيود» كما قالَ في وقتٍ لاحق. في عام 2010؛ اكتشفّ اللاعب الدولي الهولندي السابق مارتن كومان الذي كان يعملُ مع فريق إف سي جرونينغن فان دايك وقرّر ضمّه للفريق في صفقة مجانيّة.

### غرونينغن
كافح فان دايك في البداية للمُشاركة معَ فريق جرونينغن لكنّه لم يحصل على الفرصة لاعتقادِ المدرب بأنّ اللاعب ضعيف نوعًا ما بعدما قضى وقتًا طويلًا في أكاديميات ويليم الثاني دونَ أن يلفت نظرَ أي مدرب أو فريق. لعبَ فيرجيل أوّل مباراة رسميّة له مع فريقهِ الجديد في الأول من أيّار/مايو 2011 حيث دخلّ كبديلٍ في الدقيقة 72 لللاعب بيتر أندرسون في المبارة التي انتهت بانتصارِ جرونينغن بـ 4–2 على حِسابِ أدو دين هاغ. لعبَ مباراته الثانيّة في 29 أيار/مايو من نفس العام فبدأ يحصلُ شيئًا فشيئًا على ثقة المدرب خاصّةً بعدما نجحَ في التسجيلِ مرتين في مباراةٍ فاصلة في مسابقةِ الدوري الأوروبي.
خلال موسم 2011–12؛ لعبَ فان دايك 23 مباراة في الدوري الهولندي الممتاز وسجّل هدفه الأول في الموسم خلالَ الانتصار الكبير الذي حقّقه فريقه جرونينغن بـ 6–0 على فاينورد في 30 أكتوبر 2011. بالرغمِ من أدائه الطيّب فقد تعرض لانتكاسة شخصية فبعدَ وقتٍ قصيرٍ من عيد ميلاده العشرين؛ أدخلَ اللاعبُ إلى المستشفى بعدَ ثبوت إصابتهِ بالتهاب البريتون فضلًا عن التسمم الكلوي. كشفَ فان دايك في وقت لاحق أنه كان على وشك الموت بل إنّ المستشفى قد طلبَ منهُ التوقيع على «نوعٍ من الوصايا» في حالة وفاته. ومع ذلك؛ فقد عادَ الهولندي إلى الملاعب واستمرّ في الدفاع عن ألوان جرونينغن في الموسم التالي ما مكّن فرقًا أخرى في الدوي الهولندي منَ الانتباه له فيما حاولَت إدارة جرونينغن الاستثمار فيه فعرضتهُ على عددٍ من النوادي المحليّة بما في ذلك أياكس أمستردام لكنهم رفضوا جميعًا التوقيعَ معه. في وقتٍ لاحق من يونيو/حزيران 2013 انضمّ اللاعب إلى الفريق الإسكتلندي سلتيك.

### سلتيك

#### موسم 2013–14
في 21 حزيران/يونيو 2013؛ وقّع فان دايك لأربع سنواتٍ مع نادي سلتيك في صفقةٍ بلغت قيمتها حَوالي 2.6 مليون جنيه إسترليني. ظهر لأول مرة معَ فريقهِ الجديد في 17 أغسطس حيثُ دخل كبديلٍ للاعبِ إيفي أمبروس في آخر 13 دقيقة في المباراة التي فازَ بها سلتيك بهدفين نظيفين على حساب أبردين على ملعب بيتودري. بعد أسبوع؛ شاركَ فيرجيل في أول مباراة له كلاعب رسمي وانتهت المواجهة بالتعادل الإيجابي 2–2 معَ نادي إنفرنيس في سلتيك بارك. وبحلول التاسع من نوفمبر؛ سجّل فان دايك أولى أهدافهِ مع الفريق الإسكتلندي في المبارة التي انتهت بفوزِ فريقه بـ 4–1 على حساب روس كاونتي، كما سجل هدفَ الانتصار والحسم في سانت جونستون في 26 كانون الأول/ديسمبر.
عادَ فين ديك للتوقيع على أهدافَ جديدة مع بداية السنة الجديدة ففي 26 كانون الثاني/يناير 2014؛ ساهمَ الدولي الهولندي في فوزِ فريقه برباعية نظيفة على هيبيرنيان ليحقّق سلتيك بذلك فوزه الحادي عشر على التوالي في الدوري. في 25 شباط/فبراير تعرّض فيرجيل فان دايك للطرد بعد تدخله العنيف على بيتر باوليت في مباراة فريقهِ أمامَ أبردين والتي انتهت بفوز هذا الأخير بهدفين مُقابل واحد لتكون تلك الخسارة الأولى لسلتيك في الموسم. بعد فوز سلتيك بالدوري؛ تمكنَ فان دايك من تسجيل هدفٍ آخر في السابع من مايو ليضعَ فريقه في المقدّمة قبل أن ينجحَ سانت جونستون في تعديل الكفّة 3–3 في وقتٍ لاحق. عندَ نهاية الموسم؛ كان فان دايك ضمنَ ثلاث لاعبين من سلتيك كانوا في «تشكيلة الموسم في الدوري الإسكتلندي».

#### موسم 2014–15

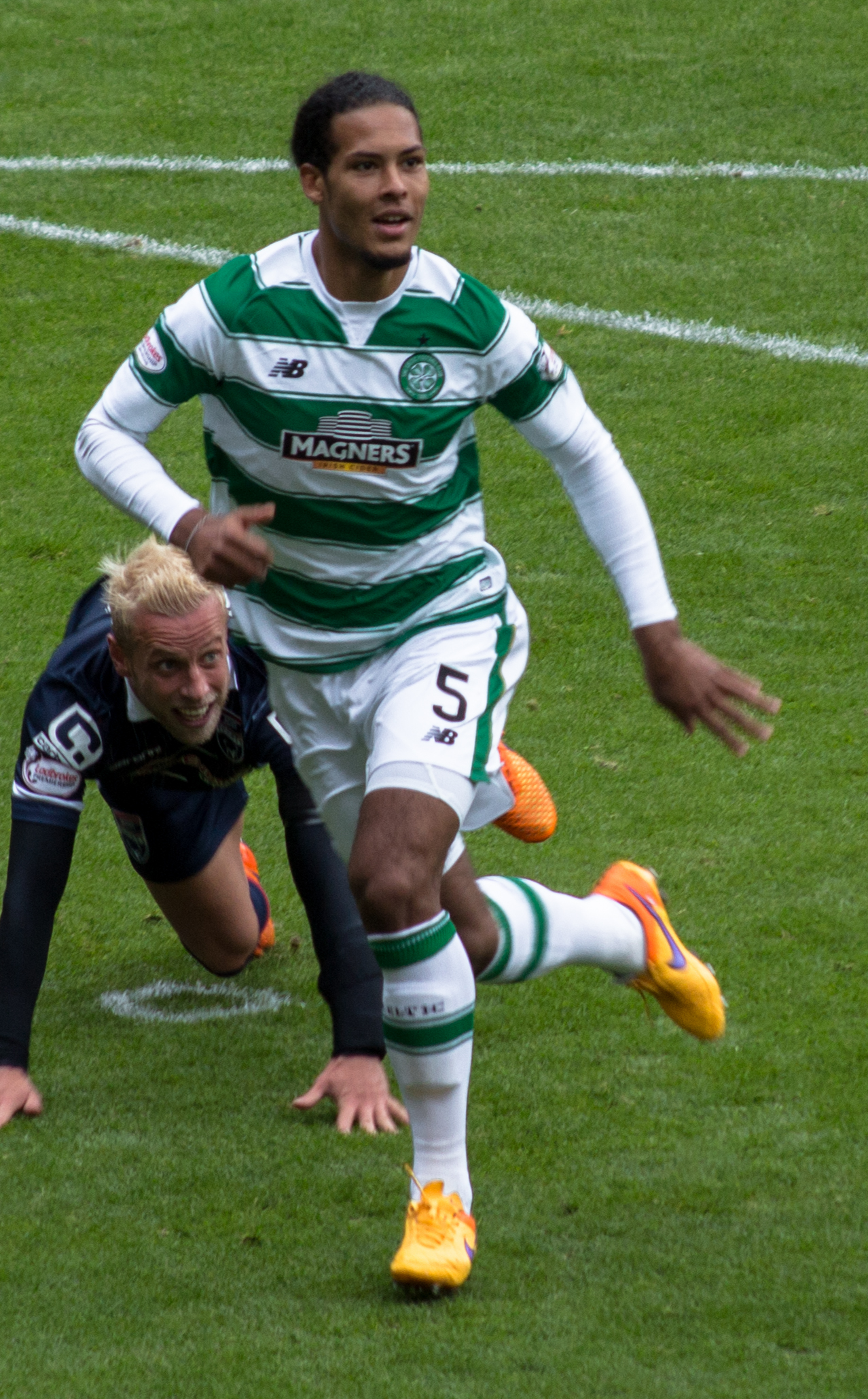
فان دايك بقميصِ فريق سلتيك في عام 2015

في 22 تموز/يوليو 2014؛ سجّل كل من فان دايك وتيمو بوكي هدفين في الفوز الكبير بأربعة مُقابل صفر أمامَ ناتدبيرنوفيلاغ ريكيافيكور ضمنَ التصفيات المؤهلة لدوري أبطال أوروبا. وقّع فيرجيل على هدفهِ الأول في الموسم الكروي الجديد في الدوري الإسكتلندي في 9 نوفمبر وذلك برأسية متقنة بعدَ ركلة ركنية نفذها ستيفان يوهانسن في مباراة فوز سلتيك بـ 2–1 أمامَ أبردين. بعد ثلاثة أسابيع؛ سجل فان دايك مُجددًا الهدفين الأول والأخير من فوز سيلتيك 4–0 على هارت أوف ميدلوثيان في الجولة الرابعة من كأس اسكتلندا. بعد أربعة أيام من ذلك؛ وقّع فيرجيل فان دايك على هدفهِ السادس في الموسم والذي قادَ به فريقه للفوز على بارتيك ثيسل.
سجل فان دايك من جديد في 21 كانون الثاني/يناير 2015 في المباراة التي انتهت بأربعة لصفر لصالح سلتيك على حساب نادي ماذرويل. طُردَ للمرة الثانية في مسيرتهِ مع الفريق الإسكتلندي وكان ذلك في 26 شباط/فبراير ضد إنتر ميلان بعدما ارتكبَ خطأ ضدّ مهاجم النيراتزوري ماورو إيكاردي. أثر طردهُ على الفريق فسخر المباراة بهدفٍ نضيف ما مكّن إنتر من المرور للدور الثاني من مسابقة الدوري الأوروبي. طردَ من جديد في 8 آذار/مارس وذلكَ في ربع نهائي الكأس أمامَ داندي يونايتد في تاناديس بارك حيث تلقى بطاقة حمراء بعد أحد عشر دقيقة فقط من البداية وذلك بعد تدخلٍ خشن على كالوم بوتشر. نجحَ سلتيك في الوصول لنهائي الكأس فلعب فيرجيل 90 دقيقة كاملة أمامَ هامبدن بارك والتي انتهت بفوزِ سلتيك بهدفين نظيفين.
في 19 نيسان/أبريل؛ خاضَ سلتيك مباراة نصف نهائي الكأس ضد إينفيرنيس في هامبدن فنجحَ فان دايك في افتتاحِ التسجيل بضربة حرة مباشرة وبالرغمِ من ذلك فقد طُردَ حارس المرمى كريج جوردون ما تسبّب في خسارة سيتيك بـ 3–2 ليفشلَ في تحقيقِ الثلاثيّة. بعد ثلاثة أيام؛ ومرة أخرى من ضربة حرة قادَ الهولندي فيرجيل فريقهُ للفوزِ بـ 1–2 أمامَ دندي. وفاز فريقه مرة أخرى بلقبِ الدوري كما أُدرجَ اسمه للمرة الثانية على التوالي في «تشكيلة الموسم».
أفادت بعضُ التقارير في وقتٍ لاحق أن فان دييك كان يفكر في مستقبله الكروي خاصّةً بعد فشل سلتيك في بلوغ دوري أبطال أوروبا 2015–2016 عقبَ إقصائهِ في جولات التصفيات المؤهلة على يدِ مالمو السويدي.

### ساوثامبتون
في الأول من سبتمبر 2015؛ وقع فان دايك معَ ساوثهامبتون تحتَ قيادة المدرب رونالد كومان على عقدٍ مدته خمس سنوات في صفقةٍ بلغت 13 مليون جنيه إسترليني.

#### موسم 2015–16
ظهر فيرجيل لأول مرة مع ساوثهامبتون في 12 سبتمبر في المبارة التي تعادلَ فيها فريقه سلبيًا أمامَ وست بروميتش ألبيون في هاوثورنس. بعد أسبوعين؛ سجل فان دييك ظهوره الثالث في الدوري الممتاز كما وقّع على هدفهِ الأول مع فريقه الجديد وذلك عبرّ ضربة رأس في الدقيقة الحادية عشر ليضع ساوثهامبتون في المقدمة أمامَ سوانزي سيتي الذي خسر في نهاية المطاف بـ 1–3. في السابع من أيار/مايو 2016 وبعدما بدأ مستوى فيرجيل فان دايك في التطوّر سارعَ ساوثهامبتون لتوقيعِ عقدٍ جديد مع اللاعب مدته ست سنوات.

#### موسم 2016–17
في 22 كانون الثاني/يناير 2017؛ عُيّن فان دايك كقائدٍ لساوثهامبتون وذلكَ بعد رحيل جوزيه فونتي؛ قبل أن يتعرّض في نفس اليوم لإصابة في الكاحل ضد ليستر سيتي. تسبّبت إصابته في إبعاده عنِ المُشاركة في نهائي كأس رابطة الأندية الإنجليزية المحترفة 2017 الذي خسره ساوثامبتون أمام مانشستر يونايتد على ملعب ويمبلي.
بعد موسم ناجح في ساوثهامبتون؛ كانَ فيرجيل فان دايك موضعَ اهتمامٍ من ليفربول بقيادة المدرب يورغن كلوب الذي عبّر في كذا مرات عن رغبتهِ في استقطاب المُدافع الهولندي للدفاعِ عن ألوان الريدز. وبحلول السابع من أغسطس 2017؛ سلّم المدافع فان دايك رسالةً إلى إدارة ساوثهامبتون يُخبرهم فيها برغبتهِ في الرحيل عن الفريق والانضمامِ إلى آخر في فترة الانتقالات.

#### موسم 2017–18
بقي فان دايك مع ساوثهامبتون حتّى بداية موسم 2017–18 حيثُ ظهر لأوّل مرة بعد شفائه من الإصابة التي كان قد تعرّض لها على مستوى الكاحل فدخلَ كبديل في وقت متأخر في المباراة التي جمعت ساوث معَ كريستال بالاس في 26 سبتمبر. آخر ظهورٍ له مع الفريق كان في 13 ديسمبر 2017 في مباراة أمام ليستر؛ ثم حُذف بعدها من تشكيلة الفريق في ضوء التكهنات المحيطة بمستقبله.

### ليفربول
في 27 ديسمبر 2017، أُعلن أن فان دايك سينضم إلى نادي ليفربول عندما يُفتح سوق الانتقالات الشتوية في 1 يناير 2018 مقابل 75 مليون جنيه إسترليني. سيحصل نادي سلتيك على 10٪ من رسوم انتقال فان دايك، بسبب أحد البنود التي وضعها في عقده عند انتقاله إلى ساوثهامبتون.

#### موسم 2017–18
شارك لأول مرة مع ليفربول في 5 يناير في الجولة الثالثة من كأس الاتحاد الإنجليزي وسجل هدف الفوز من ضربة رأسية في مباراة الفوز 2–1 ضد الغريم المحلي إيفرتون. بذلك أصبح أول لاعب منذ بيل وايت في عام 1901 يسجل في أول مشاركة له في ديربي الميرسيسايد. بنى فان دايك وديان لوفرين شراكة قوية في قلب دفاع ليفربول، حيث ساعد الهولندي في تحسين المشاكل الدفاعية التي كان يعاني منها ليفربول في السابق.
تم اختيار فان دايك ضمن تشكيلة الموسم في دوري أبطال أوروبا، رغم أنه لعب نصف الموسم فقط في دوري الأبطال، حيث قال المراقبون الفنيون في الاتحاد الأوروبي: «وصل فان دايك إلى الأنفيلد وقدم رباطة واستقراراً في مراحل خروج المغلوب». لعب فان دايك 90 دقيقة كاملة في نهائي دوري أبطال أوروبا 2018 ضد ريال مدريد، حيث خسره ليفربول 1–3. لعب فان دايك 22 مباراة في جميع المسابقات في موسمه الأول مع النادي، وسجل هدف وحيد.

#### موسم 2018–19
في 20 أغسطس 2018، حصل فان دايك على لقب رجل المباراة من قبل بي بي سي سبورت وسكاي سبورت عن أدائه في مباراة الفوز 2–0 أمام كريستال بالاس. حصل فان دايك على جائزة لاعب الشهر في نادي ليفربول عن أدائه في شهر أغسطس. في الثاني من ديسمبر، ساعد فان دايك تحقيق هدف الفوز في مباراة الديربي ضد إيفرتون. وفاز ليفربول 1–0 بفضل هدف ديفوك أوريغي في الدقيقة 96، الذي أتى بعد تسديدة هوائية من فان دايك وخطأ لاحق من حارس مرمى إيفرتون جوردان بيكفورد. حصل الهولندي في نهاية المطاف على جائزة لاعب الشهر من رابطة اللاعبين المحترفين لشهر نوفمبر 2018. في 21 ديسمبر، سجل فان دايك هدفه الأول في الدوري الإنجليزي الممتاز مع ليفربول في مباراة الفوز 2–0 خارج أرضه ضد وولفرهامبتون واندررز. واصل الهولندي أداءه المثير للإعجاب في موسم 2018–19 بالفوز بجائزة لاعب الشهر في الدوري الإنجليزي الممتاز لشهر ديسمبر 2018.
في 27 فبراير 2019، سجل فان دايك هدفين في مباراة الفوز 5–0 على واتفورد. في الشهر التالي، سجل هدف –هدفه الأول في دوري أبطال أوروبا مع النادي– وصنع آخر في مباراة الفوز 3–1 على بايرن ميونخ. ليصبح أول لاعب منذ كريغ بيلامي في عام 2007 يسجل هدفًا ويصنع آخر مع ليفربول في مباراة خروج المغلوب خارج أرضه في دوري الأبطال.
في 20 أبريل، كان واحدًا من ستة لاعبين تم ترشيحهم لجائزة أفضل لاعب في إنجلترا إلى جانب زميله في الفريق ساديو ماني. بعد أربعة أيام، تم الإعلان عن اختياره في فريق الموسم لهذا العام في الدوري الإنجليزي إلى جانب زملائه في ليفربول، ترنت ألكساندر–أرنولد، ماني وأندرو روبرتسون. في 28 أبريل 2019، تم اختياره أكأفضل لاعب في إنجلترا. بعد فوز ليفربول 2–0 على توتنهام في نهائي دوري أبطال أوروبا 2019 في 1 يونيو، تم اختيار فان دايك كأفضل لاعب في النهائي.

#### موسم 2019–20

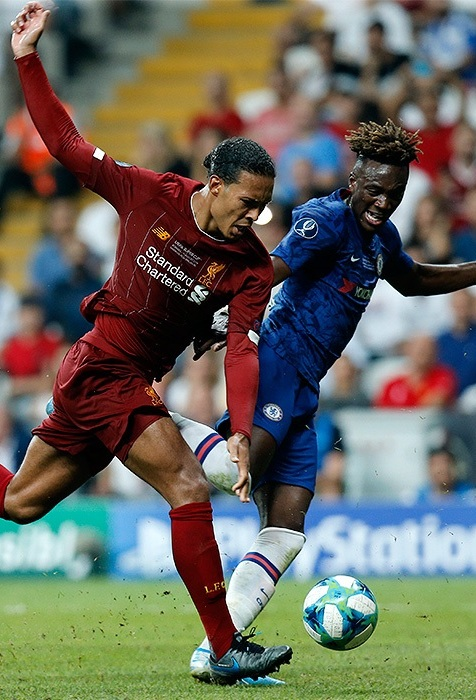
يلعب فان دايك مع ليفربول في كأس السوبر الأوروبي 2019

في بداية موسم 2019–20، في 29 أغسطس 2019، حصل فان دايك على جائزة أفضل لاعب في أوروبا عن موسم 2018–19. في 23 سبتمبر 2019، حصل على المركز الثاني في جائزة الأفضل كرويا من الفيفا. في أكتوبر 2019، تم اختيار فان دايك كواحد من بين 30 لاعب كرة قدم مرشحين للفوز بجائزة الكرة الذهبية. في حدث ديسمبر، حل في المركز الثاني خلف ليونيل ميسي. في 21 ديسمبر 2019، بعد أن غاب عن نصف نهائي كأس العالم للأندية 2019 بسبب المرض، لعب فان دايك في المباراة النهائية ضد فلامنغو مع فوز ليفربول بالكأس لأول مرة في تاريخ النادي.
تلقى فان دايك مزيدًا من التقدير بعد مطلع العام، عندما تم اختياره ضمن جائزة اليويفا لأفضل فريق لعام 2019. في 19 يناير 2020، سجل فان دايك هدفه الأول في ديربي الشمال الغربي ضد مانشستر يونايتد في مباراة فوز ليفربول 2–0 على ملعب أنفيلد في الدوري الإنجليزي الممتاز.
على مدار الموسم المحلي 2019–20، لعب فان دايك وأكمل كل الدقائق مع ليفربول.

#### موسم 2020–21
في 12 سبتمبر 2020، سجل فان دايك هدفًا برأسه ضد ليدز يونايتد في اليوم الافتتاحي للموسم الجديد.
في 17 أكتوبر، تم استبداله في الدقيقة السادسة من ديربي الميرسيسايد بعد دخوله في تحدي مع حارس مرمى إيفرتون جوردان بيكفورد. في اليوم التالي، أُعلن أنه تعرض لإصابة في الرباط الصليبي الأمامي في ركبته اليمنى وسيخضع لعملية جراحية. كان من المتوقع أن يغيب فان دايك من ستة إلى اثني عشر شهرًا. في 30 أكتوبر، أجرى فان دايك عملية جراحية ناجحة لإصاباته.

## مسيرته الدولية
لعب فان دايك أول مباراة له مع المنتخب الهولندي في 10 أكتوبر 2015، حيث فاز منتخبه 2–1 ضد كازاخستان في تصفيات تصفيات بطولة أمم أوروبا 2016.
حصل على شارة قيادة منتخب بلاده من قبل المدير الفني رونالد كومان في 22 مارس 2018، وكانت أول مباراة له كقائد أنتهت بالهزيمة 1–0 أمام إنجلترا في اليوم التالي. في 26 مارس، سجل أول هدف دولي له في مباراة الفوز 3–0 على البرتغال بطل أوروبا على ملعب جنيف. في 13 أكتوبر، سجل في الفوز 3–0 على ألمانيا 2014 بطل كأس العالم في دوري الأمم الأوروبية 2018–19. والأهم من ذلك، سجل هدف التعادل في المباراة التالية مع ألمانيا، بعد أن أرسل له المدرب دوايت لودويجز مذكرة ورقية صغيرة خلال فترة الاستراحة، يطلب منه فيها أن يتقدم إلى الأمام في الدقائق الأخيرة من المباراة. الهدف مكن هولندا من التصدر بمرحلة المجموعات من دوري الأمم.
في مايو 2021، استبعد فان دايك نفسه من اللعب في بطولة أمم أوروبا 2020 المؤجلة ليحصل على الوقت الكافي للتعافي بعد إصابة طويلة الأمد منذ أكتوبر 2020.

## الرعاية
تميز فان دايك بأنه نجم غلاف نسخة الأبطال للعبة الفيديو فيفا 20. وهو مدعوم من شركة نايكي للملابس الرياضية.

## حياته الشخصية
يستخدم فان دايك عادةً اسمه الأول فقط على القميص. وفقًا لعمه ستيفن، هذا بسبب خلاف مع والده.
يستخدم Van Dijk عادةً اسمه الأول فقط على قميصة. وفقًا لعمه ستيفن، فإن هذا بسبب نزاع عائلي مع والده، رون فان دايك الذي تخلى عن زوجته وفيرجيل وإخوته أثناء الطفولة. فيرجيل متزوج من حبيبة طفولته ريك نويتخداخت ولديهما ابنتان. نيلا، من مواليد 2014، وجادي، من مواليد 2016.[بحاجة لمصدر] وفقًا لبعض المصادر في الصين، فان دايك من أصل صيني، والدته هيلين فو سيو، من أصل صيني، اللقب الصيني «فو سييو» 'مشتق من لقب جده الأكبر لأمه، تشين فو سييو، الذي هاجر من غوانغدونغ إلى سورينام حوالي عام 1920.

## الإحصائيات

### النادي
آخر تحديث 17 أكتوبر 2020.
| النادي      | الموسم   | الدوري            | الدوري | الدوري  | الكأس الوطني | الكأس الوطني | كأس الدوري | كأس الدوري | أوروبا | أوروبا  | أخرى   | أخرى    | المجموع | المجموع |
| النادي      | الموسم   | الدرجة            | الظهور | الأهداف | الظهور       | الأهداف      | الظهور     | الأهداف    | الظهور | الأهداف | الظهور | الأهداف | الظهور  | الأهداف |
| ----------- | -------- | ----------------- | ------ | ------- | ------------ | ------------ | ---------- | ---------- | ------ | ------- | ------ | ------- | ------- | ------- |
| غرونينغن    | 2010–11  | الدوري الهولندي   | 5      | 2       | 0            | 0            | —          | —          | —      | —       | —      | —       | 5       | 2       |
| غرونينغن    | 2011–12  | الدوري الهولندي   | 23     | 3       | 1            | 0            | —          | —          | —      | —       | —      | —       | 24      | 3       |
| غرونينغن    | 2012–13  | الدوري الهولندي   | 34     | 2       | 3            | 0            | —          | —          | —      | —       | —      | —       | 37      | 2       |
| غرونينغن    | المجموع  | المجموع           | 62     | 7       | 4            | 0            | —          | —          | —      | —       | —      | —       | 66      | 7       |
| سلتيك       | 2013–14  | الدوري الاسكتلندي | 36     | 5       | 2            | 0            | 1          | 0          | 8      | 0       | —      | —       | 47      | 5       |
| سلتيك       | 2014–15  | الدوري الإسكتلندي | 35     | 4       | 5            | 4            | 4          | 0          | 14     | 2       | —      | —       | 58      | 10      |
| سلتيك       | 2015–16  | الدوري الإسكتلندي | 5      | 0       | —            | —            | —          | —          | 5      | 0       | —      | —       | 10      | 0       |
| سلتيك       | المجموع  | المجموع           | 76     | 9       | 7            | 4            | 5          | 0          | 27     | 2       | —      | —       | 115     | 15      |
| ساوثهامبتون | 2015–16  | الدوري الإنجليزي  | 34     | 3       | 1            | 0            | 3          | 0          | —      | —       | —      | —       | 38      | 3       |
| ساوثهامبتون | 2016–17  | الدوري الإنجليزي  | 21     | 1       | 1            | 1            | 2          | 0          | 6      | 2       | —      | —       | 30      | 4       |
| ساوثهامبتون | 2017–18  | الدوري الإنجليزي  | 12     | 0       | —            | —            | 0          | 0          | —      | —       | —      | —       | 12      | 0       |
| ساوثهامبتون | المجموع  | المجموع           | 67     | 4       | 2            | 1            | 5          | 0          | 6      | 2       | —      | —       | 80      | 7       |
| ليفربول     | 2017–18  | الدوري الإنجليزي  | 14     | 0       | 2            | 1            | —          | —          | 6      | 0       | —      | —       | 22      | 1       |
| ليفربول     | 2018–19  | الدوري الإنجليزي  | 38     | 4       | 0            | 0            | 0          | 0          | 12     | 2       | —      | —       | 50      | 6       |
| ليفربول     | 2019–20  | الدوري الإنجليزي  | 36     | 4       | 1            | 0            | 0          | 0          | 8      | 0       | 3      | 0       | 48      | 4       |
| ليفربول     | 2020–21  | الدوري الإنجليزي  | 5      | 1       | 0            | 0            | 2          | 0          | 0      | 0       | 1      | 0       | 8       | 1       |
| ليفربول     | المجموع  | المجموع           | 95     | 10      | 3            | 1            | 2          | 0          | 26     | 2       | 4      | 0       | 130     | 13      |
| الإجمالي    | الإجمالي | الإجمالي          | 300    | 30      | 16           | 6            | 12         | 0          | 59     | 6       | 4      | 0       | 391     | 42      |

1. ↑  جميع المباريات في كأس هولندا وكأس اسكتلندا وكأس الاتحاد الإنجليزي
2. ↑  جميع المباريات في كأس الدوري الاسكتلندي وكأس رابطة الأندية الإنجليزية المحترفة
3. 1 2 3 4 5  جميع المباريات في دوري أبطال أوروبا
4. ↑  ستة مباريات في دوري أبطال أوروبا وثمان مباريات في الدوري الأوروبي
5. ↑  جميع المباريات في الدوري الأوروبي
6. ↑  مباراة واحدة في درع الاتحاد الإنجليزي؛ مباراة واحدة في كأس السوبر الأوروبي
7. ↑  المباراة في درع الاتحاد الإنجليزي

### المنتخب
آخر تحديث 14 أكتوبر 2020.
| المنتخب الوطني | العام   | الظهور | الأهداف |
| -------------- | ------- | ------ | ------- |
| هولندا         | 2015    | 3      | 0       |
| هولندا         | 2016    | 9      | 0       |
| هولندا         | 2017    | 4      | 0       |
| هولندا         | 2018    | 8      | 3       |
| هولندا         | 2019    | 9      | 1       |
| هولندا         | 2020    | 5      | 0       |
| المجموع        | المجموع | 38     | 4       |

### الأهداف الدولية
اعتبارًا من 9 يونيو 2019.
قائمة الأهداف والنتائج مع منتخب هولندا الأول.
| # | التاريخ        | المكان                              | م. | الخصم    | الهدف | النتيجة | المسابقة                       |
| - | -------------- | ----------------------------------- | -- | -------- | ----- | ------- | ------------------------------ |
| 1 | 26 مارس 2018   | ملعب جنيف، جنيف، سويسرا             | 18 | البرتغال | 3–0   | 3–0     | ودية                           |
| 2 | 13 أكتوبر 2018 | يوهان كرويف أرينا، أمستردام، هولندا | 22 | ألمانيا  | 1–0   | 3–0     | دوري الأمم الأوروبية 2018–19 أ |
| 3 | 19 نوفمبر 2018 | فيلتينس أرينا، غلزنكيرشن، ألمانيا   | 24 | ألمانيا  | 2–2   | 2–2     | دوري الأمم الأوروبية 2018–19 أ |
| 4 | 21 مارس 2019   | ملعب دي كويب، روتردام، هولندا       | 25 | بيلاروس  | 4–0   | 4–0     | تصفيات بطولة أمم أوروبا 2020   |

## الإنجازات
سلتيك
- الدوري الاسكتلندي: 2013–14، 2014–15[121]
- كأس الدوري الإسكتلندي: 2014–15[122]

ليفربول
- الدوري الإنجليزي الممتاز: 2019–20[123]، 2024–25
- دوري أبطال أوروبا: 2018–19؛[124] الوصيف: 2017–18، 2021–22[125]
- كأس السوبر الأوروبي: 2019[126]
- كأس العالم للأندية: 2019[87]
- كأس رابطة الأندية الإنجليزية المحترفة: 2021–22، 2023–24

الفردية
- فريق العام في اسكتلندا: 2013–14،[127] 2014–15[128]
- لاعب لاعبي سلتيك لهذا الموسم: 2013–14[129]
- لاعب الموسم في ساوثهامبتون: 2015–16[130]
- تشكيلة الموسم في دوري أبطال أوروبا: 2017–18،[131] 2018–19[132]
- جائزة أفضل لاعب في إنجلترا: 2018–19[123]
- فريق العام من اتحاد لاعبي كرة القدم المحترفين: 2018–19،[133] 2019–20[134]
- لاعب الشهر من رابطة اللاعبين المحترفين: نوفمبر 2018[135]
- جائزة لاعب الموسم في الدوري الإنجليزي الممتاز: 2018–19[136]
- لاعب الشهر في الدوري الإنجليزي الممتاز: ديسمبر 2018[72]
- جائزة أفضل لاعب في أوروبا: 2018–19[8]
- مدافع الموسم من اليويفا: 2018–19[137]
- جائزة اليويفا لأفضل فريق: 2018،[138] 2019،[88] 2020[139]
- تشكيلة الموسم لدوري أبطال أوروبا: 2017–18،[140] 2018–19،[141] 2019–20[142]
- تشكيلة بطولة دوري الأمم الأوروبية: 2019[143]
- جائزة الفيفا لأفضل لاعب: 2019 (المركز الثاني)[81]
- جائزة لاعب الموسم من الجماهير في ليفربول: 2018–19[144]
- جائزة لاعب لاعبي ليفربول للعام: 2018–19[144]
- لاعب الموسم في ساوثهامبتون: 2015–16[145]
- فريق اسكتلندا للعام من رابطة اللاعبين المحترفين: 2013–14،[27] 2014–15[40]
- جائزة لاعب لاعبي سيلتك للعام: 2013–14[146]
- غول 50: 2018–19[147]
- فيفبرو: 2019،[148] 2020[149][150]
- تشكيلة العقد لرجال العالم من الاتحاد الدولي لتاريخ وإحصاءات كرة القدم: 2019،[151] 2020[152]
- تشكيلة العقد للعالم من الاتحاد الدولي لتاريخ وإحصاءات كرة القدم: 2011–2020[153]
- تشكيلة العقد لليويفا من الاتحاد الدولي لتاريخ وإحصاءات كرة القدم: 2011–2020[154]
- تشيكلة العام من وسائل الإعلام الرياضية الأوروبية: 2018–19،[155] 2019–20[156]
- لاعب العام من اتحاد مشجعي كرة القدم: 2019[157]
- جائزة الكرة الذهبية: 2019 (المركز الثاني)[158]

## وصلات خارجية
فيرجيل فان دايك على موقع الاتحاد الأوربي (الإنجليزية)
- فيرجيل فان دايك على موقع قاعدة بيانات كرة القدم.إي يو (الإنجليزية)
- فيرجيل فان دايك على موقع ليكيب (الفرنسية)
- فيرجيل فان دايك على موقع ناشيونال فوتبول تيمز (الإنجليزية)
- فيرجيل فان دايك على موقع Soccerbase.com (لاعب) (الإنجليزية)
- فيرجيل فان دايك على موقع Soccerway.com (الإنجليزية)
- فيرجيل فان دايك على موقع عالم كرة القدم.نت (الإنجليزية)
- فيرجيل فان دايك على موقع AS.com (الإسبانية)